# Dichrostachys unijuga
Dichrostachys unijuga är en ärtväxtart som beskrevs av John Gilbert Baker. Dichrostachys unijuga ingår i släktet Dichrostachys och familjen ärtväxter. Inga underarter finns listade i Catalogue of Life.